# Breslauer Schule
Als Breslauer Schule wird eine regionale Kompositionstradition bezeichnet, die vom 19. bis zur Mitte des 20. Jahrhunderts vor allem die katholische Kirchenmusik prägte. Sie war Teil der Bewegung des Cäcilianismus.

## Merkmale
Die Breslauer Schule nahm in der Zeit der Romantik Impulse der Wiener Klassik neben den schlesischen Volksweisen auf. Sie brachte in die Kirchenmusik eine neue Harmonik und unzählige originelle Melodien ein, was der katholischen Kirchenmusik zu neuem Aufschwung verhalf. Damit verbunden war die Abkehr von der bis dahin in den schlesischen Kirchen dominierenden italienischen Musik, die mit ihrer als profan empfundenen Verspieltheit und Theatralik von den Konzertsälen und Opernhäusern in die Kirchen eingezogen war und, nach dem neuen Empfinden, die Liturgie entmystifizierte und banalisierte. Die Breslauer Schule brachte eine ganze Reihe ausgezeichneter Kantoren und Domkapellmeister am Breslauer Dom hervor, die überwiegend von ihren Vorgängern ausgebildet wurden. Sie schufen eine geistliche Musik, die zwar nicht ohne Esprit war, aber die Liturgie doch nur begleitete und einzig diesen Zweck hatte. Diese Musik begleitet und unterstreicht die Worte der Liturgie und färbt die Stimmung. Ohne die Worte zu übertönen, bringt sie die gesprochene Liturgie zur Geltung. Die Instrumentalmusik wird zwar nicht gänzlich verbannt, aber auf eine Hilfsfunktion reduziert. Teilweise war die Reduktion der Instrumentierung durch den säkularisierungsbedingten Einnahmenausfall der Kirche bedingt und zusätzlich durch die preußische Staatsmacht erzwungen. Der an der Orgel begleitete, technisch einfache Multum-Gesang der Gläubigen wurde zum neuen Standard.
Im späten 18. Jahrhundert trennte sich die katholische Kirchenmusik Schlesiens vom konzerthaften italienisch geprägten Stil Mozarts, Joseph Haydns, Luigi Cherubinis, Giovanni Gabrielis, Claudio Monteverdis etc. und wandte sich dem ursprünglicheren Stil Palestrinas zu. Die kirchliche Gebrauchsmusik sollte geprüft und den theologischen und politischen Erfordernissen Rechnung tragen und so verbessert werden.
Die Kantoren des Breslauer Doms suchten die Musik für den Einsatz im Dom aus und bestimmten dadurch indirekt die der ganzen Diözese mit. Zudem schrieben sie neue Musik für den Kirchengebrauch und unterrichteten auch hunderte weiterer Kirchenmusiker und Lehrer, die ihre Ideen nicht nur in (vor allem) katholischen Gebieten Deutschlands, Böhmens, Österreichs und Bayerns ausbreiteten, sondern sie auch nach Polen oder Dänemark trugen und dort verbreiteten. So beeinflussten sie nachhaltig das Leben der damals sehr musiksensitiven Bevölkerung.

## Vertreter
Unter den Vertretern der Breslauer Schule sind vor allem die Domkapellmeister Joseph Ignaz Schnabel, Johann Georg Clement, Bernhard Hahn, Moritz Brosig, Adolph Greulich, Max Filke, Siegfried Cichy und Paul Blaschke zu nennen. Sie alle waren gebürtige Schlesier.
Neben der Arbeit als Kantoren und Domkapellmeister in Breslau zeichneten sie sich gemeinsam durch gründliche praktische wie theoretische Ausbildung, eine hervorragende Beherrschung des Musikhandwerks und ein tiefes Verständnis der Aufgaben der Musik in der Kirche aus. Dadurch sicherten sie sich einen bleibenden Platz in der Kirchenmusik.
Unter dem Einfluss der Breslauer Schule standen außerdem weitere bekannte Musiker, die nicht am Breslauer Dom beschäftigt waren, z. B. Ignaz Reimann, Johann Franz Otto oder der aus Schlesien stammende Lehrer Chopins, Joseph Elsner.

## Abgrenzung
Die Breslauer Schule war ein gemäßigter Zweig des Cäcilianismus.
Im 19. Jahrhundert entstanden vielerorts Cäcilienvereine, die sich entschieden gegen den Einsatz profaner Unterhaltungsmusik und der Orchesterbegleitung in der kirchlichen Liturgie wandten und den reinen Chorklang forderten. Der erste Caecilienverein wurde von Franz Xaver Witt 1868 in Bamberg gegründet. Die ebenfalls von ihm gegründete und bis heute existierende katholische Musikzeitschrift Musica Sacra wurde zum Organ der Bewegung. Noch im selben Jahr gründete der Breslauer Domkapellmeister Moritz Brosig zusammen mit weiteren gleichgesinnten Kollegen (u. a. B. Kothe und R. Krawutschke) einen eigenen Cäcilienverein in Oppeln.

## Rezeption
Trotz ihrer Beheimatung im überwiegend protestantischen Preußen war die Breslauer Schule geistig und ideologisch vor allem mit den katholischen Ländern im Süden verbunden, d. h. Böhmen, Mähren, Österreich und Bayern. Am Anfang trug sie zur deutlichen Qualitätsverbesserung der katholischen Liturgie bei. Sie brachte neue und einheimische Impulse und Melodien, weshalb sie, zusammen mit der gestiegenen Bedeutung des Wortes in der Liturgie, die Bindung der deutschen Katholiken an ihre Kirche und den inneren Zusammenhalt in der Zeit des Kulturkampfs verbesserte, als die katholische Kirche sich mit ihrem Universalanspruch in Opposition zum deutschnationalen Protestantismus befand. Indirekt trug sie zur Demokratisierung der Kirchenmusik bei, indem sie die Gründung von Laienchören beförderte.
Ideologisch war die Breslauer Schule konservativ orientiert und korrespondierte mit den theologischen Tendenzen, die damals in der katholischen Kirche vorherrschten. Im 20. Jahrhundert bremste sie allerdings mehr die Entwicklung der Kirchenmusik als dass sie sie beförderte und vergrößerte so den Abstand zur musikalischen Avantgarde der Zeit.
Mit dem Ende des Zweiten Weltkriegs und dem Verlust ihrer angestammten Heimat fand die Breslauer Schule ein jähes Ende. Die durch sie geschaffenen Werke werden aber nach wie vor in Polen, Deutschland und Österreich aufgeführt.